# Dreiblütiger Ahorn
Der Dreiblütige Ahorn (Acer triflorum) ist eine Pflanzenart aus der Gattung der Ahorne (Acer) in der Familie der Seifenbaumgewächse (Sapindaceae). Das natürliche Verbreitungsgebiet liegt in Korea und im nordöstlichen China.

## Beschreibung

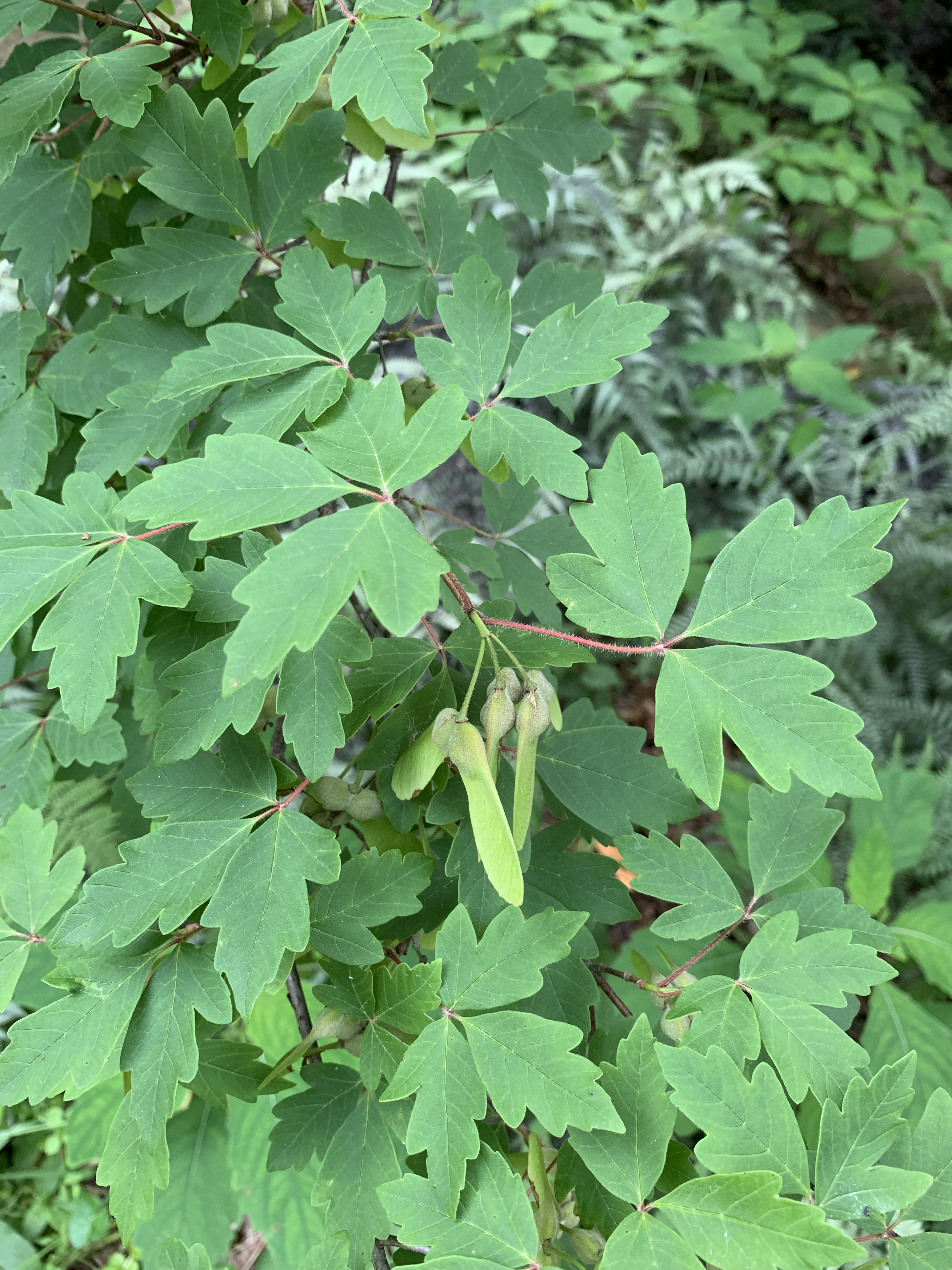
Laubblätter

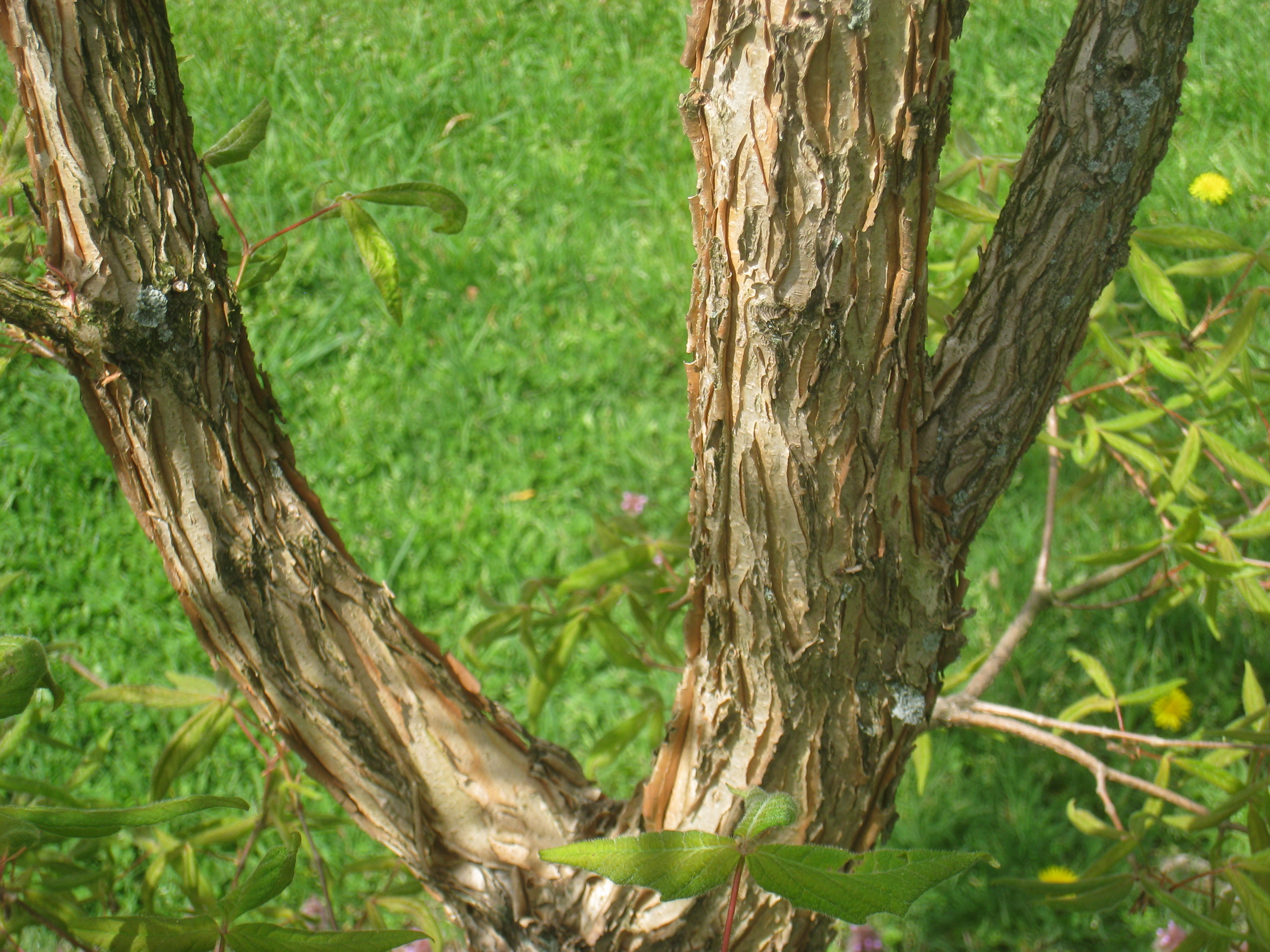
Abblätternde Borke

### Vegetative Merkmale
Der laubabwerfende Dreiblütige Ahorn ist ein wenig verzweigter, kleiner Baum und erreicht Wuchshöhen von 10 bis über 12 Metern. Die gelblich-braune bis braune oder gräuliche Borke reißt an Stämmen und Ästen in Längsrichtung auf und ist abblätternd.
Die gegenständigen Laubblätter sind dreizählig. Die leicht ledrigen und kurz gestielten, eiförmigen bis verkehrt-eiförmigen Blättchen sind 4 bis 9 Zentimeter lang und 2 bis 3,5 Zentimeter breit. Sie sind spitz bis zugespitzt und ganzrandig bis grob gesägt oder manchmal gelappt bis gespalten. Die mattgrüne Blättchenoberseite ist anfangs flaumig behaart und verkahlend, die Unterseite ist heller und nur die Adern, besonders die Mitteladern, sind behaart. Der rötliche Blattstiel ist 3 bis 6 Zentimeter lang und etwas behaart bis kahl. Die Laubblätter färben sich im Herbst goldgelb bis orangefarben.

### Generative Merkmale
Acer triflorum ist einhäusig monözisch. Die Blütezeit reicht von April bis Mai. Die Blüten stehen in hängenden, behaarten Büscheln, Zymen oder Schirmtrauben meist zu dritt an Kurztrieben. Die Blüten erscheinen mit den Blättern. Die gelben und fünfzähligen, gestielten Blüten mit doppelter Blütenhülle sind funktionell eingeschlechtlich. Die Blütenstiele sind behaart. Es sind bei den männlichen Blüten 10 vorstehende Staubblätter vorhanden. Der Fruchtknoten der weiblichen Blüten ist behaart und es  sind Staminodien mit Antheroden vorhanden. Es ist jeweils ein kahler Diskus vorhanden.
Die zweiteiligen und geflügelten Spaltfrüchte sind 3 bis 5 Zentimeter lang. Die Flügel sind recht- bis spitzwinklig gespreizt oder fast aufrecht. Die etwa 1,5 Zentimeter großen Nüsschen der einsamigen Teilfrüchte sind dicht behaart. Die Früchte reifen im September. Oft findet Parthenokarpie statt, die Früchte sind also samenlos.

## Verbreitung und Ökologie
Das Verbreitungsgebiet liegt in Korea und den chinesischen Provinzen Heilongjiang, Jilin, Liaoning und Shaanxi. Die Art wächst in 400 bis 700 Meter Höhe in kühlfeuchten Mischwäldern auf mäßig nährstoffreichen, frischen bis feuchten, durchlässigen, sauren bis neutralen, sandig-humosen oder kiesig-humosen Böden an sonnigen bis lichtschattigen Standorten. Die Art ist meist frosthart meidet jedoch kalkhaltige Untergründe.

## Systematik und Forschungsgeschichte
Der Dreiblütige Ahorn (Acer triflorum ) ist eine Art aus der Gattung der Ahorne (Acer) in der Familie der Seifenbaumgewächse (Sapindaceae). Dort wird er der Sektion Trifoliata, Serie Grisea zugeordnet. Die Erstbeschreibung erfolgte 1901 durch Jean-Baptiste de Lamarck in Trudy Imperatorskago S.-Peterburgskago Botaniceskago Sada. Acta Horti Petropolitani. St. Petersburg.

## Verwendung
Die Art wird selten wegen ihrer außergewöhnlichen Herbstfärbung als Ziergehölz verwendet.